# V603 Aquilae
A V603 Aquilae (vagy Nova Aquilae 1918) egy fényes elsőrendű vendégcsillag volt a Sas csillagképben 1918 nyarán; néhány napig az északi éjszakai égbolt legfényesebb csillagaként ragyogott.

## Felfedezése
Zygmunt Laskowski lengyel orvosprofesszor és amatőrcsillagász fedezte fel 1918. június 7-én Genfben, amit a következő éjszaka megerősített az angol Grace Cook. A Nova Aquilae 0,5 magnitúdó fényességgel érte el maximumát; ez volt a legfényesebb nóva a távcsöves korszakban. A Szíriusz és a Canopus után a legfényesebb csillag volt az égbolton. A Tycho és Kepler által leírt szupernóvák fényesebbek voltak, de ezek a távcső feltalálása előtt történtek. 

## További vizsgálatok
A korábbi Harvard lemezek és az AAVSO adatbázis felhasználásával megállapították, hogy a robbanás előtt 11,43m volt a csillag fényessége. A maximumhoz viszonyítva tizenkét nap alatt csökkent három nagyságrendet, azután 18,6 év alatt halványodva nyugalomba jutott.
A V603 Aql bináris rendszer, amelyben a fehér törpe csillagra egy kisebb tömegű közeli társról anyag áramlik át. A folyamat bizonyos pontján termonukleáris reakció indult be, ami a felesleges anyagot lefújta, miközben a rendszer fényessége jelentősen megnövekedett.
A rendszer megállapodott átlagosan 11,4 magnitúdó fényességnél az 1940-es években, azóta a halványodás tíz évenként 0,01m. Arenas és munkatársai spektroszkópiai elemzéssel megállapították, hogy a rendszer egy körülbelül 1,2 naptömegű fehér törpéből, egy akkréciós korongból, és egy kb. 20% naptömegű, valószínűleg vörös törpe csillagból áll. A két csillag egymást kb. 3 óra 20 perc alatt kerüli meg.

## Magyar vonatkozás
Az északi félgömb nyári csillagainak legfényesebbjét is felülmúló nóva sok szak- és amatőrcsillagász figyelmét magára vonta, így Komáromi Kacz Endre szorgos amatőréét is. Észlelőnaplójában 1918. június 8-án este 10-kor kelt az első  bejegyzés – megemlítve, hogy már előtte való este is észrevette a korábban nem látott gyenge II rendű csillagot –, így a nóva független magyar felfedezőjének tekinthető. Először csak szabad szemmel, később 5 cm-es lencsés távcsővel vizuálisan és okulár spektroszkóppal észlelte. 9-én a nóva fényességét a Szíriusszal vetekedőnek írja le, 15-én már csak másodrendű, 20-án szabad szemmel harmadrendű. Az utolsó érdemleges feljegyzés 24-én született, amikor megerősítette a csillag korábban is észlelt lila színét.
A csillag, mint kataklizmikus változó az MCSE  Változócsillag szakcsoportjának észlelési programjában szerepel, és az utóbbi bő négy évtizedben 768 fényességbecslés készült róla.

## Emlékérem
A nóva felfedezésének részletes leírása látható a 35,5 mm átmérőjű Nova Aquilae-érem előlapján, a hátlapon a felfedező portréjával.